# Arcygobius baliurus
Genre
Espèce
Arcygobius baliurus est une espèce de gobies, l'unique du genre Arcygobius (monotypique).

## Description
Il mesure jusqu'à 10,2 cm.

## Répartition géographique
On le trouve dans le bassin Indo-Pacifique.

## Synonymes
Ce taxon admet les synonymes suivants :
- Acentrogobius baliurus (Valenciennes, 1837)
- Gnatholepis baliurus (Valenciennes, 1837)
- Gnatholepis calliurus Jordan & Seale, 1905
- Gobius baliurus Valenciennes, 1837
- Isthmogobius baliurus (Valenciennes, 1837)